# Gregori VI (antipapa)
Gregori (s. XI) és considerat antipapa. A la mort del Papa Sergi IV el juny del 1012, "un cert Gregori" es va oposar al partit de Theophylae (que havia elegit al Papa Benet VIII contra ell), i s'auto-investí Papa, aparentment amb el suport d'una petita facció petita. Gregori VI fou el primer en reclamar ser el papa successor de Sergi, i la subseqüent reclamació de Benet VIII era subsegüent.
Ràpidament expulsat de Roma, Gregori marxà a Alemanya cercant el suport de l'Emperador Enric II del Sacre Imperi Romanogermànic (25 de desembre del 1012). Aquest monarca, tanmateix, després de prometre-li que el seu cas hauria de ser examinat amb cura d'acord amb llei dels cànon i costums romanes, li retirà les insígnies papals que duia, i li oferí cessar d'actuar com a papa. Després d'això no hi ha cap rastre del "cert Gregori".
Sobre Benet VIII, l'Enciclopèdia catòlica diu: Encara que era un laic, imposat a la presidència de Pere per la força, el 18 de maig de 1012. No obstant això, desallotjant un rival, es va convertir en un bon i fort governant.